# Cornelis August Wilhelm Hirschman
Cornelis August Wilhelm Hirschman (16 de febrer de 1877 - 26 de juny de 1951), conegut com a Carl Anton Wilhelm Hirschman, va ser un banquer neerlandès, cofundador de la FIFA el 1904 i segon secretari general de la FIFA, des de 1906 fins al 1931. El 1912 també va ser un dels fundadors del Comitè Olímpic Neerlandès (NOC).
Quan el president de la FIFA, Daniel Burley Woolfall, va morir el 1918, Hirschman va evitar que l'organització s'esfondrés, gairebé en solitari, i sufragan-ne els costos, operant des de les seves oficines a Amsterdam. Va ser president interí de la FIFA fins que Jules Rimet va ser escollit el seu tercer president el març de 1921.
Després de l'accident de 1929, la societat comercial d'accions de Hirschman va fer fallida i els diners que havia invertit per al NOC i la FIFA es van perdre majoritàriament. Hirschman va dimitir inesperadament tant del NOC com de la FIFA el 1931.